# Андре Масена
Андре Масена (фр. Andrea Massena; Ница, 6. мај 1758 — Париз, 4. април 1817) је био истакнути маршал и француско-италијански командант за време француских револуционарних и Наполеонових ратова. Допринео је Наполеоновом успеху у италијанском походу, посебно код Риволија.

## Детињство и младост
Првобитно презиме му је Менаса. Рођен је у Ници као син јеврејског трговца. Отац му је умро 1764, па му се мајка преудала, а њега је послала да живи са рођацима. Када је имао тринаест година запослио се као помоћник на трговачком броду. Једрио је по Медитерану и два пута до француске Гвајане. После четири године службе на мору 1775. вратио се у Ницу, где се пријавио у француску војску у краљевски италијански пук. До 1789. стално је унапређиван и дошао је до највишег чина, који су могли добити они, који нису племићког порекла. Једно кратко време бавио се кријумчарењем, па се поново јавља у војску 1791. Унапређен је у пуковника 1792.

## Револуционарни ратови
Када су избили револуционарни ратови у априлу 1792. Масена и његов добровољачки батаљон су били распоређени на граници са Пијемонтом. Масена је наставио са увежбавањем свога батаљона припремајући га за битку, надајући се да ће батаљон постати део регуларне војске. Месец дана након заузимања Нице у октобру 1792. његов батаљон је био један од четири добровољачка батаљона, који су постали део војске у Италији.
Истицао се у рату и био је брзо унапређен. Постао је бригадни генерал августа 1793, а генерал дивизије у децембру 1793. Прву победу је остварио код Саорђија августа 1794, а први већи успех је био у бици код Лоната у августу 1795. против аустријске војске. Код Лоната се борио заједно са Наполеоном и њих двојица су остали у истој команди до 1796, остварујући серију победа у Италији. Андре Месена постаје 1799. командант над француском војском у Швајцарској. Победио је Русе под командом Александра Корсакова у другој бици код Цириха, па су Руси били принуђени да изађу из друге коалиције. То је био врхунац његовог успеха.
После тога Масена се вратио у Италију и предводио је веома успешно снаге око Ђенове. Суделовао је и у веома тешкој бици код Марења 14. јуна 1800. После тога постао јер командант француских снага у Италији, али брзо су га сменили због пљачки.

## Наполеонски ратови и после
Постао је маршал у мају 1804. Предводио је војску у заузимању Вероне и у каснијим борбама са Аустријанцима у бици код Калдијера 30. октобра 1805. Командовао је операцијама против Напуљског краљевства и био је одговоран за пљачке и масакре, укључујући и масакр у Лаурији. У августу 1806. уништили су град и побили све становништво Лаурије као казну јер су подржавали бурбонске краљеве. Због злочина и пљачки Андре Масена је смењен. Ипак је 1808. добио титулу војводе Риволија. У рат се поново укључује 1809. против снага пете коалиције. Када је француска претходница била одсечена и изолована на Дунаву, Масена је био део команде и предводио је 4. корпус у спасавању претходнице. Спасили су их после дуге и тешке битке око Ашперна. Поново је 1810. награђен титулом кнеза од Еслинга због његове улоге у бици код Ваграма.
За време Наполеоновог шпанског похода предводио је инвазију на Португал 1810. Заповедао је у првој бици код Бусакуа и присилио је савезнике на повлачење до линије Торес-Ведрас. Линија фронта се усталила све до доласка британских појачања 1811. После битака код Бароса и Фуентос де Онора Масена је замењен маршалом Огистом Мармоном и више није служио, него је био локални командант у Марсељу. Задржао се на том положају и кад је Наполеон био интерниран на Елбу. Кад се Наполеон вратио са Елбе Масена није пришао ниједној страни.